# Schleusenhaupt

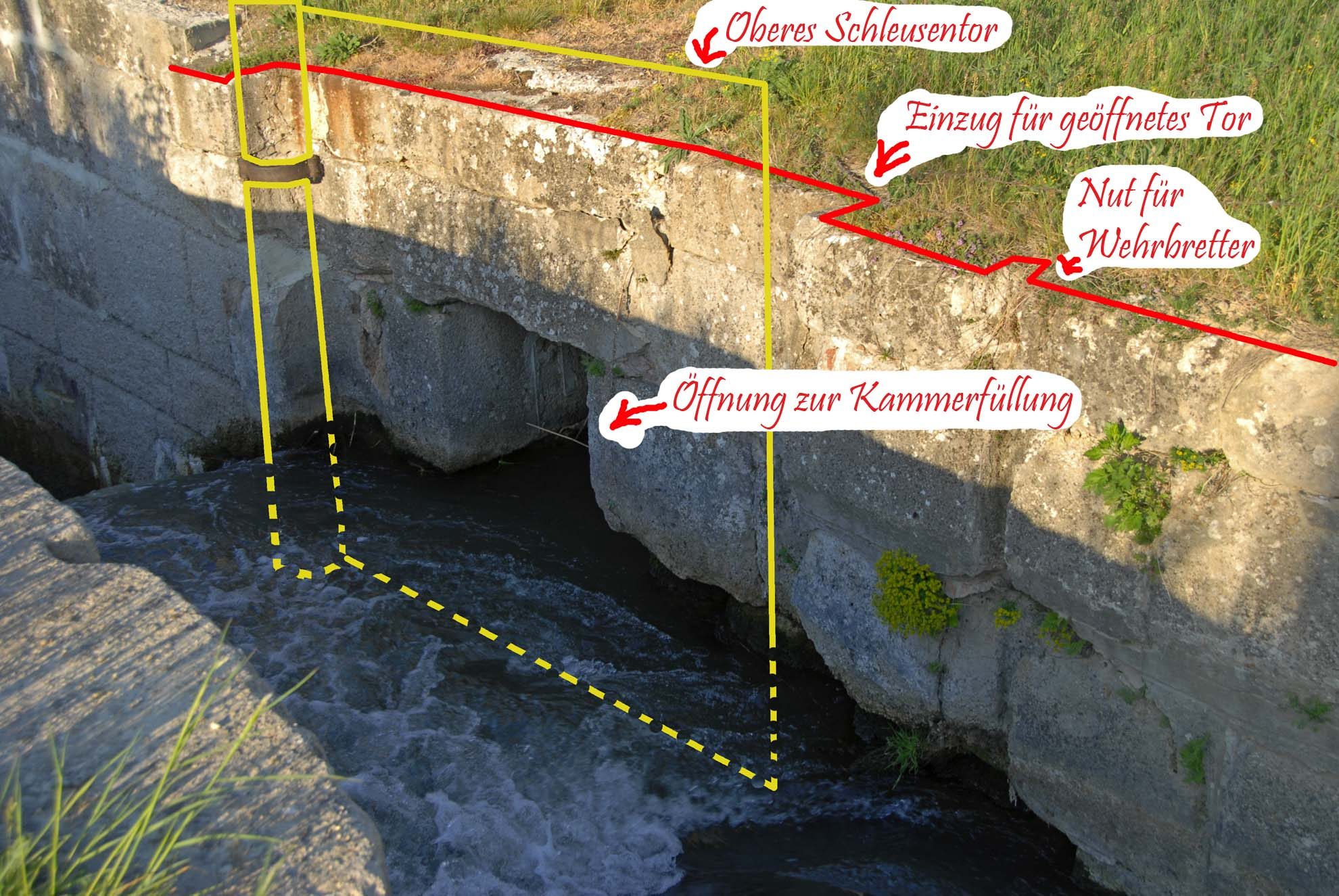
Oberhaupt einer Schleuse am Wiener Neustädter Kanal mit Erläuterungen

Das Schleusenhaupt ist ein wichtiges Element einer Schifffahrtsschleuse. Es bildet das verschließbare Ende der Schleusenkammer und wird auch als Schleusenkopf bezeichnet. Als massives Bauteil stellt es die Verbindung zwischen dem Schleusenvorhafen und der Schleusenkammer her. Bei geöffneter Schleuse nimmt das Schleusenhaupt das Schleusentor in der Torkammer auf. Seine Konstruktion muss in jeder Stellung des Schleusentors, die darauf einwirkenden Kräfte sicher aufnehmen und ableiten.
Im Regelfall besteht eine Schleuse aus zwei Schleusenhäuptern, die bei der Binnenschifffahrt als Ober- und Unterhaupt bezeichnet werden. Bei Seeschleusen an der Küste heißen sie Außenhaupt und Binnenhaupt. Werden lange Schleusen durch ein weiteres Tor unterteilt wird dieser Teil als Mittelhaupt bezeichnet. Zwischen dem Ober- und Unterhaupt befindet sich die Schleusenkammer.
Je nach Lage der Füll- und Entleerungseinrichtungen der Schleusenkammer sind in den Häuptern Umlaufkanäle angeordnet, über die bei geschlossenem Tor die Schleusenkammer befüllt und entleert wird. In den Umlaufkanälen sind Schieberkammern mit den zugehörigen Absperrschiebern (Schütz) eingebaut. Die gesamte Konstruktion des Schleusenhaupts muss jederzeit das dichte Schließen des Verschlussorgans ermöglichen und im Boden gegen Unter- und Umläufigkeit und gegen Auftrieb gesichert sein. Zusätzlich können im Haupt Vorrichtungen zum Einbringen von Notverschlüssen vorhanden sein, die bei Reparaturmaßnahmen das Trockenlegen der Schleusentore ermöglichen. Dies können beispielsweise Schlitze zur Aufnahme eines Dammbalkenverschlusses oder die Lagerpunkte für ein mobiles Nadelwehr sein.
Ein weiteres Bauglied im Schleusenhaupt ist der Drempel, der die Verbindung der Kanalsohle mit der Kammersohle darstellt. Seine Höhenlage, die Drempeltiefe, bestimmt den maximal möglichen Tiefgang der Schiffe für das Befahren der Schleuse. Je nach Typ des Schleusentors dient er für dieses als Anschlag und leitet den Druck auf das Dichtungslager ab.